# Gare de Chevillon
La gare de Chevillon est une gare ferroviaire française de la ligne de Blesme - Haussignémont à Chaumont, située sur le territoire de la commune de Chevillon, dans le département de la Haute-Marne en région Grand Est. 
C'est une halte ferroviaire de la Société nationale des chemins de fer français (SNCF) desservie par des trains TER Grand Est.

## Situation ferroviaire
Établie à 171 m d'altitude, la gare de Chevillon est située au point kilométrique (PK) 253,515 de la ligne de Blesme - Haussignémont à Chaumont, entre les gares de Bayard et de Joinville.

## Fréquentation
Selon les estimations de la SNCF, la fréquentation annuelle de la gare figure dans le tableau ci-dessous.
| Année     | 2015  | 2016  | 2017  | 2018  | 2019  | 2020  | 2021  | 2022  | 2023  | 2024  |
| --------- | ----- | ----- | ----- | ----- | ----- | ----- | ----- | ----- | ----- | ----- |
| Voyageurs | 2 683 | 1 393 | 1 193 | 1 571 | 1 416 | 1 822 | 2 911 | 2 628 | 3 835 | 3 820 |

## Service des voyageurs

### Accueil
Halte SNCF, c'est un point d'arrêt non géré (PANG) à accès libre.

### Desserte
Chevillon est desservie par les trains TER Grand Est qui effectuent des missions entre les gares de Saint-Dizier et de Chaumont.

### Intermodalité
Le stationnement des véhicules est possible à proximité. Elle est desservie par des cars TER Champagne-Ardenne de la ligne Saint-Dizier - Joinville.